# Defenders of the Faith
A Defenders of the Faith a brit Judas Priest kilencedik nagylemeze, mely 1984-ben jelent meg. Elődjéhez hasonlóan jó fogadtatásra talált. Videó a Freewheel Burning és a Love Bites  című számokra készült. A Defenders turné egyes állomásain a Saxon volt az előzenekar. Steve Smyth a Vicious Rumors, a Testament, a Nevermore volt gitárosa így emlékezett vissza a Defender-turnéra: „Kissrácként az valami gigantikus élmény volt! Játszottak vagy két és fél órát, és három ráadást is nyomtak! Király volt!”. A borítót Doug Johnson festette.

## Számlista
A dalokat Rob Halford, K. K. Downing és  Glenn Tipton írta.
1. "Freewheel Burning" – 4:22
2. "Jawbreaker" – 3:25
3. "Rock Hard Ride Free" – 5:34
4. "The Sentinel" – 5:04
5. "Love Bites" – 4:47
6. "Eat Me Alive" – 3:34
7. "Some Heads Are Gonna Roll" (Bob Halligan, Jr - feldolgozás) – 4:05
8. "Night Comes Down"  – 3:58
9. "Heavy Duty" – 2:25
10. "Defenders of the Faith" – 1:30

### 2001-es bónuszok
1. "Turn on Your Light" – 5:23 (1986-os felvétel Turbo -  sessions)
2. "Heavy Duty/Defenders of the Faith" (élő) – 5:26

### 2015-ös jubileumi újrakiadás, dupla koncertalbum
A dalokat Glenn Tipton, Rob Halford és K. K. Downing írta, kivéve ahol ez jelezve van.
| 1.  | Love Bites                                  | 5:16 |
| 2.  | Jawbreaker                                  | 3:57 |
| 3.  | Grinder                                     | 4:30 |
| 4.  | Metal Gods                                  | 4:20 |
| 5.  | Breaking the Law                            | 2:57 |
| 6.  | Sinner                                      | 8:11 |
| 7.  | Desert Plains                               | 5:04 |
| 8.  | Some Heads Are Gonna Roll (Bob Halligan Jr) | 4:30 |
| 9.  | The Sentinel                                | 6:07 |
| 10. | Rock Hard Ride Free                         | 6:04 |

| 1.  | Night Comes Down                                        | 4:28 |
| 2.  | The Hellion                                             | 0:39 |
| 3.  | Electric Eye                                            | 3:33 |
| 4.  | Heavy Duty                                              | 2:33 |
| 5.  | Defenders of the Faith                                  | 2:37 |
| 6.  | Freewheel Burning                                       | 4:39 |
| 7.  | Victim of Changes (Al Atkins, Downing, Halford, Tipton) | 9:43 |
| 8.  | The Green Manalishi (Peter Green)                       | 5:46 |
| 9.  | Living After Midnight                                   | 4:50 |
| 10. | Hell Bent For Leather (Tipton)                          | 5:55 |
| 11. | You've Got Another Thing Comin'                         | 8:51 |

## Zenészek
- Rob Halford  ének
- K. K. Downing gitár
- Glenn Tipton gitár
- Ian Hill basszusgitár
- Dave Holland dob